# Steyr SSG 69
El SSG 69 (acrónimo en alemán de Scharfschützengewehr 69, Fusil de francotirador 69) es un fusil de francotirador producido por la Steyr Mannlicher, siendo el fusil de francotirador estándar del Ejército austríaco.

## Historia
Fue adoptado en 1969 por el Ejército austríaco (de ahí su designación), siendo un fusil de francotirador adelantado a su época por el uso de polímero y cañones forjados en frío para incrementar su durabilidad. Además de ser el fusil de francotirador estándar del Ejército austríaco, también es empleado por varias agencias policiales. Es muy preciso y ha ganado varias competencias de tiro internacionales, por su precisión inferior a 0,5 MDA.
En 2015, el fabricante del SSG 69, Steyr Mannlicher, decidió cesar su producción.

## Descripción

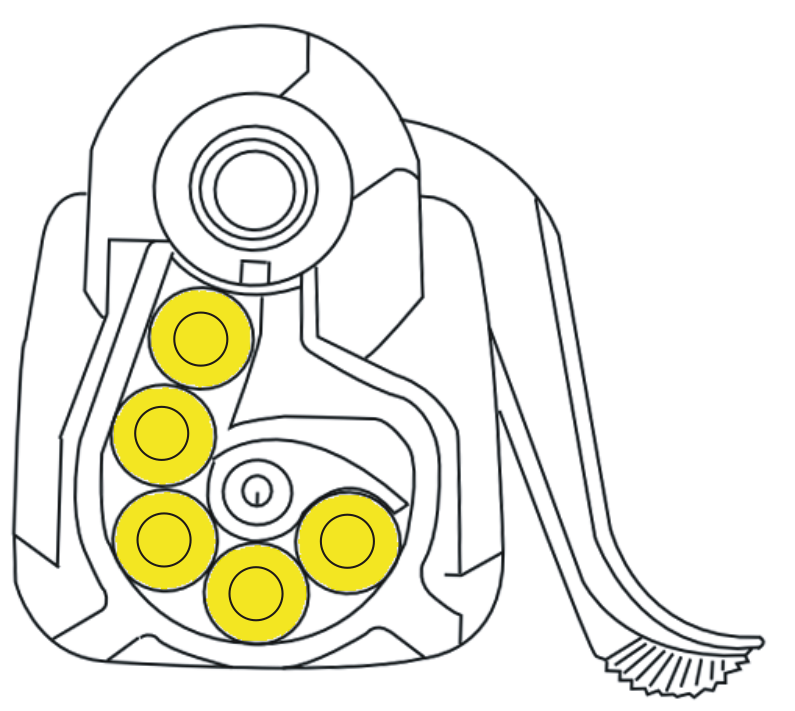
Diagrama del cargador rotativo de 5 cartuchos del SSG 69.

El SSG 69 tiene diversas variantes, que se distinguen principalmente por detalles mínimos. La única variante inusual es el SSG PIV, que tiene un cañón con una longitud de 409 mm y una tasa de rotación del estriado del ánima de 1:250 mm, diseñada para disparar balas subsónicas pesadas con un silenciador.
Los tetones de acerrojado se encuentran en la parte posterior del cerrojo (al igual que en el SMLE), en lugar de situarse en el cabezal del cerrojo. Esto, además de haber sido producido solamente con un "cerrojo de recorrido corto" limita el empleo de cartuchos que no sean Magnum, una herencia de un arma militar diseñada para disparar solamente el cartucho 7,62 x 51 OTAN. Es básicamente un arma tanto para tiro al blanco como para uso policial y militar. Pero con su calibre e inherente precisión, también sirve para cazar presas a largo alcance.
Una característica inusual es su cargador rotativo estándar de 5 cartuchos. También está disponible un cargador de 10 cartuchos. La parte posterior de ambos cargadores es transparente, permitiendo observar con rapidez cuantos cartuchos quedan. 

## Variantes
- SSG 69 PI

Versión militar original, con culata y guardamanos de polímero verde, alza y punto de mira.
- SSG PII

Versión policial.
- SSG PIV

Versión policial corta.

## Usuarios
- Argentina: Es empleado por el Ejército Argentino.[9]
- Austria: Es empleado por el Ejército austríaco[7] y la unidad EKO Cobra.[10]
- Chile[11]
- China: Fue empleado en cantidades limitadas durante la guerra sino-vietnamita.[12]
- Corea del Sur[13]
- El Salvador[14]
- Estados Unidos: Es empleado por la Unidad Táctica de la Patrulla Fronteriza de los Estados Unidos.[15]
- Grecia[16]
- India[17]
- Irlanda: Es empleado por la Unidad de Respuesta de Emergencia de la Garda Síochána.[18][19]
- Israel: Empleado por el YAMAM en la década de 1980.[20]
- Jordania[9]
- Países Bajos: Cuerpo de Marines de los Países Bajos.[21][22]
- Pakistán: Es empleado por el Ejército pakistaní.[23]
- Perú[9]
- Polonia[24]
- Siria[9]
- Togo[9]
- Túnez:Es empleado por el Ejército tunecino y la Unidad Especial de la Guardia Nacional tunecina.[25]
- Turquía: Es empleado por el Departamento de Operaciones Especiales de la Policía.[26]

### Entidades no estatales
- Ejército Libre Sirio[27]

## Galería

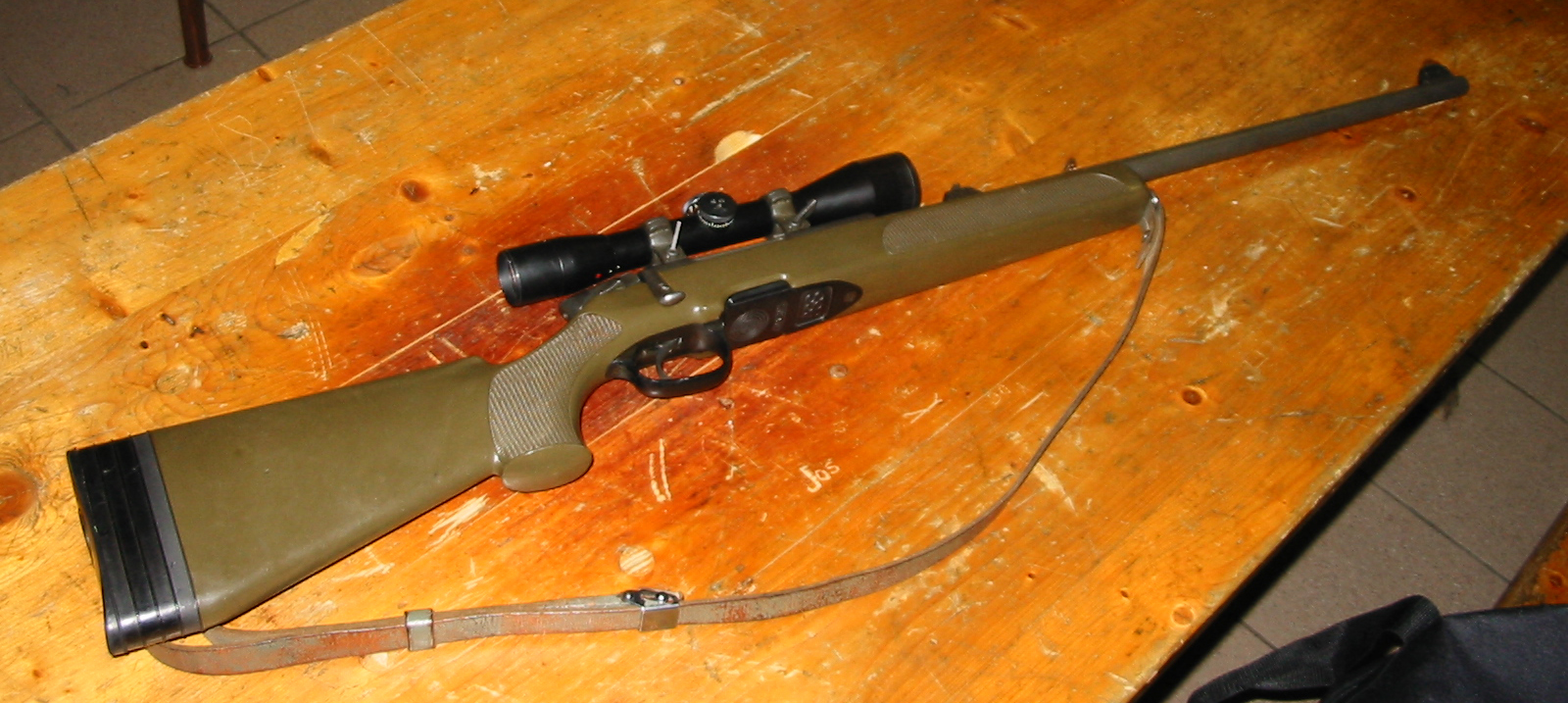
El SSG 69 del Ejército austríaco.
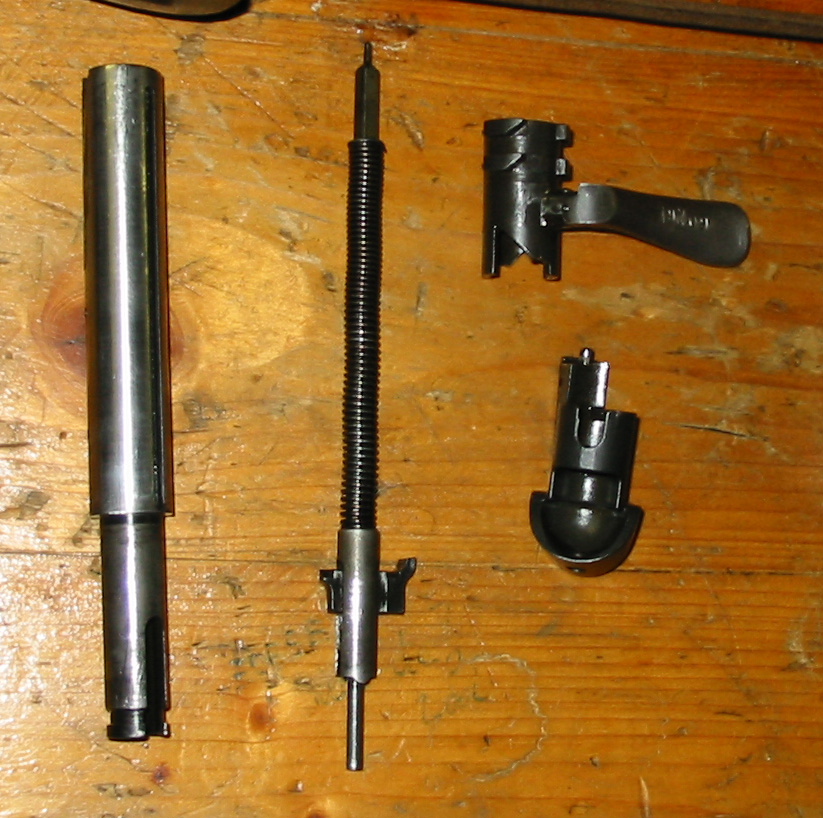
Cerrojo desarmado del SSG 69.
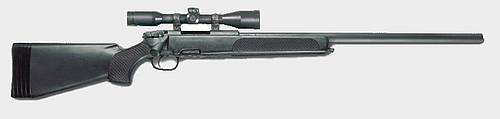
Un SSG 69 PII.
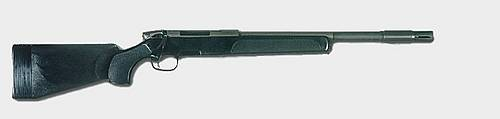
Un SSG 69 PIV.